# 法亞-拉若
法亞-拉若（法語：Faya-Largeau），或名法亚、拉若，是乍得北部的一座城市，也是博爾庫區的首府，位於首都恩賈梅納以北790公里，海拔高度245米。